# ひとりぼっちのサーカス (アルバム)
『ひとりぼっちのサーカス』は、石川ひとみの2枚目のオリジナル・アルバム。1979年6月21日にNAVレコードから発売された。

## 概要
帯コピー：今日は雨? 明日は晴れ? どんな青春を6月の風にのせて…。
シングル「あざやかな微笑」、本作と同時発売でシングルカットされたアルバムタイトル曲「ひとりぼっちのサーカス」とそのB面曲を含む全10曲を収録。
初版の発売から長きに亘り未CD化の状況が続いていたが、2004年1月発売の『78-83 ぼくらのベスト2 石川ひとみ CD-BOX』で初めてCD音源化された。

## 収録曲

### LP／CT

#### Side A
1. ひとりぼっちのサーカス
作詞・作曲：谷山浩子、編曲：大村雅朗
  - 本作と同時発売となる4枚目のシングルA面曲。
2. 哀愁に走って
作詞：うさみかつみ、作曲：三木たかし、編曲：若草恵
3. らぶ・とりーとめんと
作詞：森雪之丞、作曲・編曲：大村雅朗
  - 3枚目のシングルのカップリング曲。
4. モイスチャー
作詞：麻生香太郎、作曲：西谷翔、編曲：船山基紀
5. ムーンライト・ドリーム
作詞：森雪之丞、作曲：馬飼野康二、編曲：大村雅朗
  - 4枚目のシングルのカップリング曲。

#### Side B
1. あざやかな微笑
作詞：森雪之丞、作曲：西島三重子、編曲：大村雅朗
  - 3枚目のシングルA面曲。
2. 遅れてきた少女
作詞：麻生香太郎、作曲：西谷翔、編曲：竜崎孝路
3. ライ・ライ・ライ
作詞：中村典子、作曲：三木たかし、編曲：佐藤準
4. 冬の花
作詞：三浦徳子、作曲・編曲：大村雅朗
5. I BELIEVE YOU
作詞：初信之介、作曲：Dick & Don Addrisi、編曲：大村雅朗

### 78-83 ぼくらのベスト2 石川ひとみ CD-BOX DISC2
1. ひとりぼっちのサーカス
2. 哀愁に走って
3. らぶ・とりーとめんと
4. モイスチャー
5. ムーンライト・ドリーム
6. あざやかな微笑
7. 遅れてきた少女
8. ライ・ライ・ライ
9. 冬の花
10. I BELIEVE YOU